# Cocalero

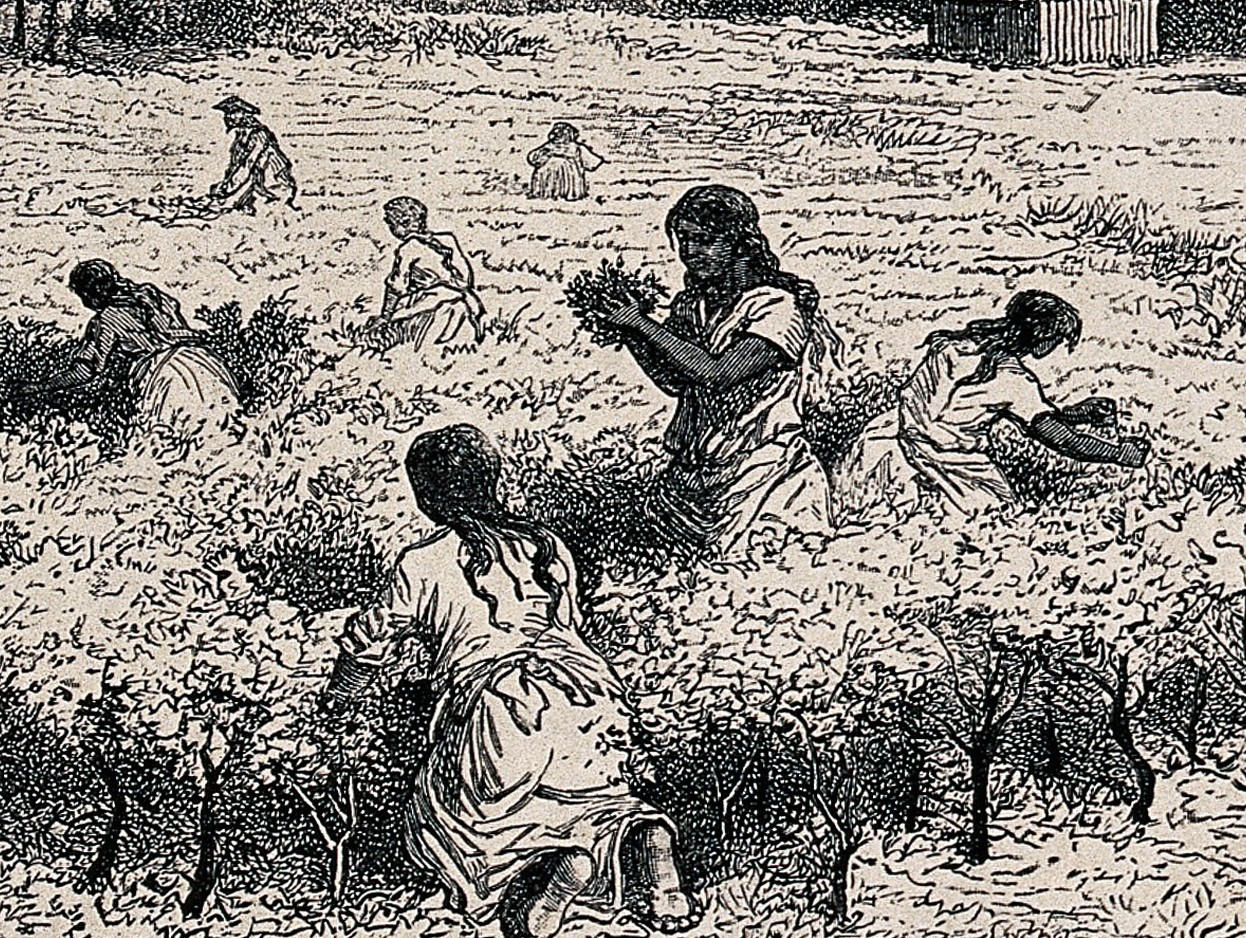
Raccolta delle foglie di coca in Bolivia: ogni foglia viene tirata singolarmente, facendo attenzione a non danneggiare la pianta o i suoi rami

I cocalero sono i coltivatori della pianta della coca di Perù e Bolivia. In risposta ai tentativi internazionali, finanziati dal governo degli Stati Uniti, di eradicare la coltivazione della coca nella Provincia di Chapare in Bolivia, i cocaleros si unirono in organizzazioni sindacali per contestare il governo boliviano. Il movimento di protesta dei cocaleros diventò in breve tempo molto potente e guadagnò un vasto consenso nella società boliviana al punto che il suo leader, Evo Morales, divenne presidente della Bolivia nel 2005.

## Descrizione

### La pianta della coca

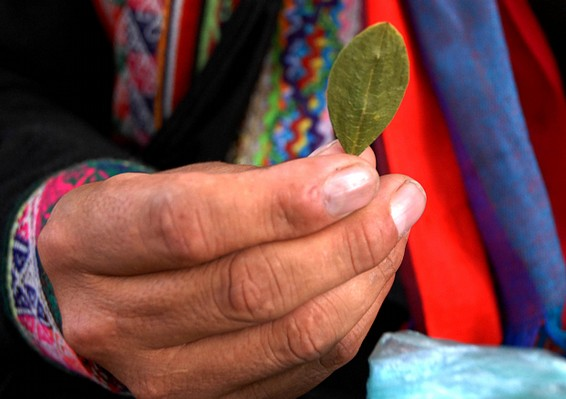
Foglia di coca

La pianta della coca è coltivata dalle popolazioni andine da millenni, sia per ragioni medicinali che per motivi religiosi. Secondo alcuni ritrovamenti archeologici sulle coste dell'odierno Perù, la pratica di masticare le foglie di coca risalirebbe ad almeno quattromila anni fa. 
La coca è considerata uno dei più efficaci rimedi per combattere il malessere causato dall'elevata altitudine delle aree andine, a questo scopo ne vengono masticate le foglie o se ne fa un infuso, il mate de coca. Se masticata, la coca agisce come un leggero stimolante capace di alleviare la fame, la sete, il dolore e la fatica. Taluni sostengono l'idea che la cocaina non reagisca come ingrediente attivo quando si mastica una foglia di coca né quando se ne beve un infuso; tuttavia, alcuni studi dimostrano che una quantità ridotta ma misurabile di cocaina è presente nel sangue dopo il consumo di infusi a base di coca. Non è documentata la dipendenza dal consumo di foglie di coca allo stato naturale, né si riscontrano altri eventuali effetti deleteri. La coca è inclusa in diverse cerimonie e rituali religiose. Viene offerta agli apu, gli Inti oltre che utilizzata come metodo di divinazione.

## Uso contemporaneo della coca

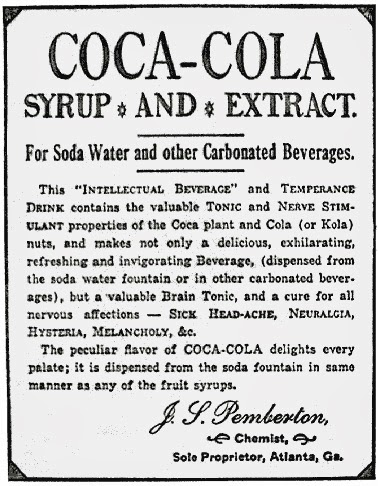
Dal 1886, la bevanda frizzante Coca-Cola contiene estratti della foglia di coca e della noce di cola

Al di là degli usi tradizionali, in Perù le foglie di coca raccolte dai coltivatori vengono acquisite dalla National Coca Company e quindi esportate commercialmente negli Stati Uniti. I fogli vengono ricevuti ed elaborati dalla Stepan Chemicals di Chicago, Illinois. Tramite quest'azienda, la The Coca-Cola Company comprava estratti della pianta Erythroxylum novogranatense var. truxillense (Coca Trujillo) per la produzione di Coca-Cola. Le foglie di coca vengono acquisite legalmente (circa 115 tonnellate all'anno) con il permesso del Dipartimento di Giustizia degli Stati Uniti. La società Mallinckrodt Pharmaceuticals di Saint Louis, Missouri, produce cocaina cloridrato con i resti della pianta e la Stepan Company, una volta ricevuta, la distribuisce per scopi medici.
La coca viene usata nella medicina tradizionale (andina o naturopatica), per alleviare il mal di testa o curare comuni ferite.
Le foglie vengono utilizzate anche in Perù e Bolivia per produrre prodotti come il tè di coca (sacchetto filtro) e la farina di coca, tra gli altri prodotti.

### Utilizzo nella droga
Le foglie di coca sono anche utilizzate illegalmente dai trafficanti di droga per la produzione di derivati fogliari come cocaina cloridrato, pasta di cocaina di base e crack che verranno distribuiti e commercializzati sul mercato nero di diversi paesi del Sud America e al di fuori, tra questi ultimi Spagna, Stati Uniti, Paesi Bassi e Messico.

## War on drugs: la lotta degli Stati Uniti contro il narcotraffico di cocaina
La coca viene importata in Europa per la prima volta nel XVI secolo ma bisognerà aspettare l'Ottocento prima che venga sviluppato il sistema di raffinazione che consente di produrre la cocaina. A causa del traffico di cocaina dal Sudamerica agli Stati Uniti e in Europa e dei devastanti effetti sociali legati alla tossicodipendenza da cocaina, la produzione di coca divenne oggetto di attenzione e preoccupazione da parte della comunità internazionale. Negli anni Ottanta gli Stati Uniti, attraverso la Drug Enforcement Administration (DEA), l'agenzia statunitense di lotta al narcotraffico, iniziò a finanziare i tentativi di eradicazione della coca nel continente americano. Con il Plan Colombia i paesi del Centro e Sudamerica ricevettero centinaia di milioni di dollari in aiuti militari, addestramento e mezzi allo scopo di combattere la produzione di coca a livello locale, regionale e nazionale. 
I cocaleros, che si guadagnavano da vivere producendo e vendendo coca, furono naturalmente i più danneggiati da queste politiche. Ai produttori di coca non vennero proposte coltivazioni alternative e comunque le poche praticabili non sono altrettanto redditizie . Per queste ragioni i cocaleros sostengono la legalizzazione della coca. Nel 1987 in Bolivia venne creata la Unidad Móvil Policial para Áreas Rurales (UMOPAR) con lo scopo di combattere il narcotraffico e sopprimere le organizzazioni di cocaleros.

## I cocaleros in Bolivia
La Bolivia è un paese multietnico a maggioranza indigena di lingua quechua e aymara del Sudamerica. Ma sin dai tempi della colonizzazione spagnola sono i criollos e i mestizos a detenere il potere economico e politico. Le popolazioni indigene invece sono impiegate da anni nelle attività estrattive che esportano all'estero le ricchezze minerarie del paese, prima in Spagna e poi, in seguito all'indipendenza del 1809, negli Stati Uniti e nell'Europa Occidentale.
Negli anni Ottanta la Bolivian Mining Corporation chiuse numerose miniere, il che obbligò gli ex minatori alla coltivazione della coca. La conversione degli ex minatori in agricoltori non solo gli consentì di guadagnarsi da vivere ma li spinse anche ad una maggiore organizzazione politica. Molte delle organizzazioni che si svilupparono durante questo periodo, come ad esempio la Confederation of Indigenous Peoples of Bolivia, più tardi si unirono alla Confederación Sindical Única de Trabajadores Campesinos de Bolivia e alla Confederación Sindical de Colonizadores de Bolivia per formare il Movimiento al Socialismo, il partito di Evo Morales. La Confederación de Pueblos Indígenas de Bolivia, oltre ad aver organizzato grandissime mobilitazioni sin dalla sua fondazione, ha giocato un ruolo fondamentale nel dibattito intorno alla ridistribuzione delle terre, all'autonomia dei popoli indigeni e alla creazione di uno stato multinazionale più equo.

### Cocaleros e il Movimiento al Socialismo

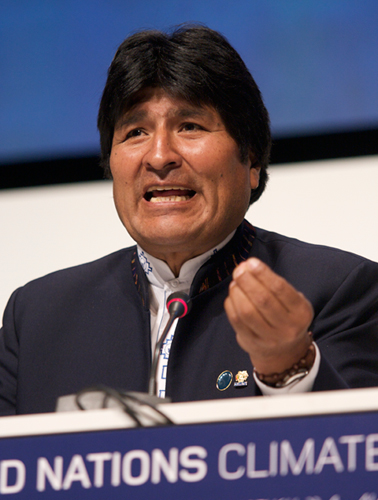
Evo Morales

Il Movimiento al Socialismo - Movimiento al Socialismo-Instrumento Político por la Soberanía de los Pueblos, o più semplicemente MAS, nacque come un'organizzazione politica populista di sinistra con lo scopo di supportare la preservazione delle piantagioni di coca e il sistema economico dei cocaleros. In seguito alla chiusura delle miniere e alla criminalizzazione dei cocaleros, il MAS crebbe e guadagno' il supporto delle organizzazioni indigene di coltivatori. Tra il 2003 e il 2005, sotto la presidenza di Carlos Mesa, la Bolivia fu teatro di numerose controversie che mobilizzarono le organizzazioni indigene contro il governo. La popolazione indigena rimproverava al governo la cattiva gestione delle risorse naturali boliviane che non veniva fatta nel miglior interesse del popolo boliviano ma piuttosto a favore delle multinazionali e dei governi occidentali. Travolto dalle proteste, Mesa è costretto a rassegnare le dimissioni e indire nuove elezioni presidenziali. In questo contesto, il Movimiento al Socialismo contribuì all'elezione di Evo Morales, uno dei leader del movimento cocalero, alla presidenza della Bolivia con il 54% dei voti.